# Sverre Magnus de Norvège
 (novembre 2023).
Si vous disposez d'ouvrages ou d'articles de référence ou si vous connaissez des sites web de qualité traitant du thème abordé ici, merci de compléter l'article en donnant les références utiles à sa vérifiabilité et en les liant à la section « Notes et références ».
Le prince Sverre Magnus de Norvège, né le 3 décembre 2005 à Oslo, est le second enfant du prince héritier Haakon de Norvège et de son épouse la princesse Mette-Marit. Il occupe la troisième place dans l'ordre de succession au trône de Norvège.

## Biographie

### Naissance
Le prince est le petit-fils des actuels souverains, le roi Harald V et la reine Sonja, et le neveu de la princesse Märtha Louise. Il a également un demi-frère maternel, Marius Borg Høiby, et une sœur aînée, la princesse Ingrid Alexandra. En tant que descendant de la reine Maud de Norvège, il figure dans l'ordre de succession au trône britannique à une place variable en raison des naissances et des morts des autres personnes présentes avant lui dans cet ordre.

### Baptême
Le prince Sverre Magnus est baptisé le 4 mars 2006 dans la chapelle du palais royal d'Oslo. Ce jour-là, il reçoit pour parrains et marraines sa grand-mère la reine Sonja, la reine Máxima des Pays-Bas, le prince héritier Paul de Grèce, la princesse Rosario de Bulgarie, son oncle maternel Espen Høiby, et des amis de ses parents, Bjørn Steinsland et Marianne Gjellestad.

## Vie professionnelle
En juin 2025, Sverre Magnus de Norvège lance une activité privée de production audiovisuelle.

## Titulature
- depuis le 3 décembre 2005 : Son Altesse le prince Sverre Magnus de Norvège (naissance).

Le prince, n'étant pas l'héritier du trône, ne fait pas partie de la maison royale de Norvège, comme sa tante Märtha Louise. Il est membre de la famille royale.

## Décorations
- Grand-croix de l'ordre de Saint-Olaf

## Sources
1. ↑  https://www.pointdevue.fr/grand-angle/biographies/prince-sverre-magnus

- (en) Son portrait sur le site de la monarchie norvégienne